# Джърмейн Пенант
Джърмейн Лойд Пенант (на английски: Jermaine Lloyd Pennant) е английски професионален футболист, полузащитник.

## Биография
Джърмейн Пенант се ражда на 15 януари 1983 г. в Нотингам, Англия. Баща му е от ямайски произход, а майка му е британка. Баща му Гари е бивш полупрофесионален футболист, който вдъхновява Пенант да се занимава с футбол. Когато Пенант е на три години, майка му напуска семейството.

## Успехи
Арсенал (Лондон)
- Носител на Къмюнити Шийлд (1): 2004[3]

Ливърпул
- Носител на Къмюнити Шийлд (1): 2006[4]
- 1/2 финалист в Шампионска лига (1): 2006/07[5]

Стоук Сити
- 1/2 финалист в ФА Къп (1): 20010/11[6]